# Satellite (cântec de Lena Meyer-Landrut)
Satellite este primul single lansat de către cântăreața germană Lena Meyer-Landrut de pe albumul de debut al acesteia My Cassette Player, lansat în 2010. Este single-ul cu care Lena a câștigat Concursul Muzical Eurovision 2010 și totodată single-ul cu care aceasta a devenit celebră. A fost scris de către Julie Frost și John Gordon.
Lena a interpretat cântecul în finala selecției națională a Germaniei la Eurovision 2010, Unser Star für Oslo pe 12 martie 2010.Acesta a fost pus la dispoziție pentru descărcare digitală următoarea zi,devenind cel mai rapid vândut single digital din istoria Germaniei. A debutat în Topul German pe prima poziție și a fost certificat de două ori cu Platină Pe 29 mai 2010 a câștigat Eurovision 2010 cu 246 de puncte. Odată cu câștigarea Eurovision-ului, single-ul a devenit un succes cormercial în Europa, clasându-se pe prima poziție în șașe țări și a fost certificat cu Aur și Platină.

## Prestație în clasamente și certificări
| Clasament (2010)                           | Cea mai bună poziție |
| ------------------------------------------ | -------------------- |
| Australia (ARIA)                           | 37                   |
| Austria (Ö3 Austria Top 75)                | 2                    |
| Belgia (Ultratop Flandra)                  | 4                    |
| Belgia (Ultratop Valonia)                  | 6                    |
| Danemarca (Tracklisten)                    | 1                    |
| Elveția (Media Control AG)                 | 1                    |
| Europa (European Hot 100 Singles)          | 1                    |
| Finlanda (Suomen virallinen lista)         | 1                    |
| Germania (Media Control AG)                | 1                    |
| Irlanda (IRMA)                             | 2                    |
| Norvegia (VG-lista)                        | 1                    |
| Regatul Unit (The Official Charts Company) | 30                   |
| Republica Cehă (IFPI)                      | 25                   |
| Slovacia (IFPI)                            | 6                    |
| Spania (PROMUSICAE)                        | 23                   |
| Suedia (Sverigetopplistan)                 | 1                    |
| TȚările de Jos (Mega Single Top 100)       | 5                    |
| Ungaria (Rádiós Top 40)                    | 3                    |

| Clasament (2010)         | Poziție |
| ------------------------ | ------- |
| European Hot 100 Singles | 34      |

| Țară     | Certificare |
| -------- | ----------- |
| Elveția  | Platină     |
| Germania | 2 × Platină |
| Suedia   | Aur         |